# ۴-فنیل‌پیپریدین
۴-فنیل‌پیپریدین (به انگلیسی: 4-Phenylpiperidine) با فرمول شیمیایی C۱۱H۱۵N یک ترکیب شیمیایی با شناسه پاب‌کم ۶۹۸۷۳ است. که جرم مولی آن ۱۶۱٫۲۴ g/mol می‌باشد. 